# Haematopus fuliginosus
Haematopus fuliginosus е вид птица от семейство Haematopodidae.

## Разпространение
Видът е разпространен в Австралия.